# Harr
Harr est un village de la commune de Mbe situé dans la région de l'Adamaoua et le département de la Vina au Cameroun.

## Population
En 1967, la localité comptait 345 habitants, principalement des Dourou. Lors du recensement de 2005, 321 personnes y ont été dénombrées.